# Бруно Шульц

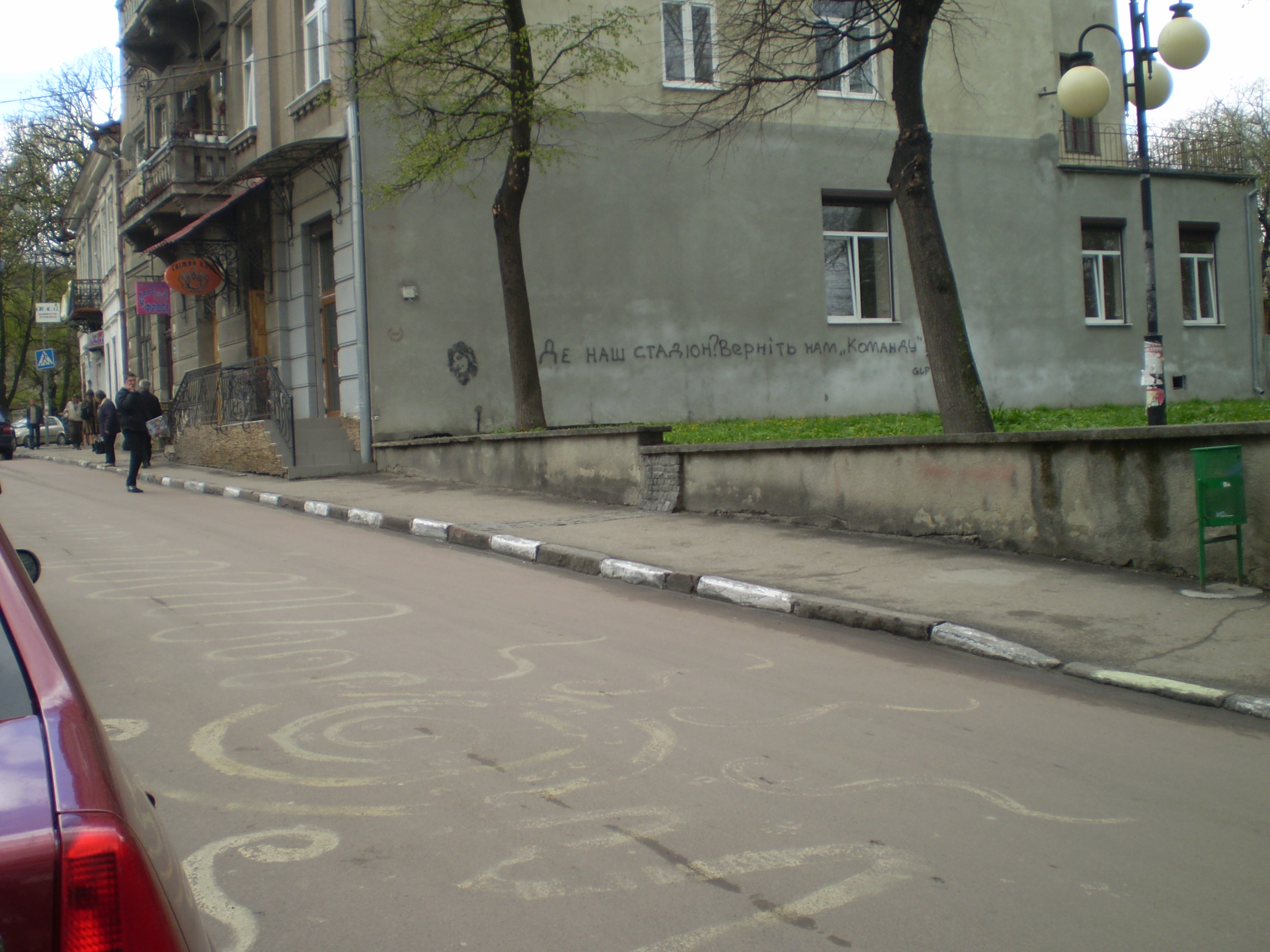
Вулиця Шевченка в Дрогобичі. Місце на тротуарі (між двома деревами), де було вбито Бруно Шульца

Пам'ятна плита на тротуарі на місці загибелі Бруно Шульца

Бру́но Шульц (пол. Bruno Schulz; 12 липня 1892, Дрогобич — 19 листопада 1942, Дрогобич) — польський письменник та художник єврейського походження. Свої твори писав польською мовою.
Літературні критики ставлять книжки Бруно Шульца на один рівень із творами Марселя Пруста та Франца Кафки. Посмертна слава Бруно Шульца — світового рівня.
Вся творчість Бруно Шульца може розглядатись як ремінісценція тих вражень та переживань, які він виніс зі свого дитинства, що пройшло у патріархальній єврейській родині у Дрогобичі — галицькому місті з його певним укладом життя, традиціями і ритуалами.
Найвідоміші літературні твори — «Цинамонові крамниці» та «Санаторій під клепсидрою».

## Біографія
Згідно з метричними книгами — народився Бруно Шульц на передмісті Міські Загороди (Zagrody Miejskie, західна околиця за Ринком) у домі під № 437.
Навчався у Дрогобицькій державній гімназії імені Франца Йосифа I, Львівському політехнічному інституті та Віденській академії мистецтв (стажувався в Парижі, Варшаві).
У 1924—1941 роках працював учителем малювання та ручної праці у державній чоловічій гімназії ім. Короля Владислава ІІ Ягайла у Дрогобичі. Одним з його учнів був Анджей Хцюк, який залишив теплі спогади про свого вчителя.
Бруно Шульц — письменник та живописець, талант якого пробуджений понадчутливим, незвичайним сприйняттям середовища, що його оточувало. Таким чином дитинство стало для майбутнього митця невичерпним джерелом натхнення. «Мистецтво, яке мені найближче — це вміння повертатися в минуле, у дитинство. Коли б була можливість спрямувати час у зворотний бік, якоюсь прихованою стежкою потрапити в дитинство, знову пережити його повноту і всеоб'ємність — це стало б надбанням „геніальної, месіанської доби“, яку обіцяють і якою клянуться всі міфології світу» — зізнавався Бруно Шульц, який виріс у багатомовному середовищі: в родині — польська й німецька мови, а на вулиці ще й українська та їдиш…
На початку 20-х років Бруно Шульц працював над циклом малюнків «Книга ідолопоклонництва», брав участь у колективних експозиціях у Варшаві та Львові. Тоді ж він у Закопаному ознайомився з письменниками В. Риффом та Деборою Фоґель. Листування з цими однодумцями склали основу першої книги Бруно Шульца «Цинамонові крамниці», яку йому вдалося видати за сприяння відомої письменниці Зофії Налковської. Дебют Шульца став сенсацією в Польщі. З ним знайомляться представники молодого літературного покоління: Вітольд Ґомбрович, Юліан Тувім, Тадеуш Бреза. Його оповідання з радістю друкують у столичних журналах. Виникає дискусія, в якій Бруно Шульц одержує змогу сформулювати своє бачення основ поетики «Цинамонових крамниць»: «Я вважаю „Крамниці“ автобіографічною повістю. Не лише тому, що вона написана від першої особи і що в ній можна знайти події та переживання дитинства автора. „Крамниці“ — автобіографія, а швидше — духовний родовід, оскільки в ній відтворено духовне походження аж до тих глибин, де воно переходить у міфологію, тоне в міфологічному сні. Мені завжди здавалось, що витоки індивідуального духу, якщо досить глибоко дослідити їх, губляться в яких-небудь міфічних нетрях. Це останнє дно, далі якого проникнути не можна». Наступного після дискусії року в програмному есе «Міфізація реальності» Бруно Шульц розвинув ідеї поетики міфологізування і зробив їх основою своєї теорії літературної творчості. Продовжуючи лінію Мартіна Гайдеґґера, він шукає зв'язку між причиннонаслідковістю дійсності та законами поетичної мови. Слово у Бруно Шульца — носій першоміфу, у зв'язку з цим мету поезії він бачить у розкритті основ буття, схованих у слові, у поверненні до джерел слова та життя. Після виходу у світ «Цинамонових крамниць» Бруно Шульц переживав найактивніший період своєї творчості: працював над книжкою «Санаторій під клепсидрою», перекладав «Процес» Франца Кафки. Як мистець, Бруно Шульц формувався під впливом філософських ідей Карла Ґустава Юнґа та Франца Кафки. Виходом 1937 року «Санаторію…» завершився період творчих успіхів та сподівань Бруно Шульца. Його намагання видати книги в Європі, а також організувати виставку творів живопису завершилися невдачами. Особисті негаразди митця розвивалися паралельно з трагічними європейським подіями: 1939 року спалахнула Друга світова війна. Бруно Шульц переживає в Дрогобичі прихід і відхід нацистських та радянських військ. Його примушують малювати портрет Йосипа Сталіна й полотно «Звільнення народу Західної України». Потім арештовують за використання в картині блакитних і жовтих кольорів. За німців Бруно Шульц перебуває в єврейському гетто і врешті трагічно гине від кулі німецького офіцера.
Цікаво, що історія кохання Бруно Шульца пов'язана з Юзефіною Шелінською, котра була його нареченою. Однак вона часто ревнувала Шульца до дрогобицьких повій, яких він малював. Після смерті митця Юзефіна вчинила самогубство.
1992 рік ЮНЕСКО проголосила роком Бруно Шульца. Його книги «Цинамонові крамниці» та «Санаторій під клепсидрою» перекладені на всі європейські мови, а також на японську, гебрейську, корейську.

Дім пам'яті «Місто Бруно Шульца» на вул. Трускавецька, 9 у Дрогобичі

Франція удостоїла митця (посмертно) найпрестижнішої літературної премії, Канський фестиваль — високого призу за фільм за повістю «Санаторій під клепсидрою», документи, пов'язані з його біографією, репрезентовані в Центрі єврейської історії в Манхеттені (США). Ізраїльтяни вирубали п'ять фресок Бруно Шульца в Дрогобичі й вивезли до меморіального музею Голокосту в Ізраїлі. Ці фрески виявив німецький режисер Б. Гейсслер.
Кілька країн нині змагаються за право вважати Бруно Шульца «своїм» митцем, хоча кілька десятиліть тому його творчість була відома лише відданим прихильникам його таланту, насамперед у Польщі. Бруно Шульц сьогодні вважається одним із тих митців світу, які не лише відобразили дух сучасної їм доби, але й своєю творчістю сприяли формуванню нової гуманітарної стратегії. Ідея міфологізму, відроджена наприкінці XIX століття творчістю Фрідріха Ніцше та Ріхарда Ваґнера, в ХХ столітті стала однією з провідних категорій культури. Проза Бруно Шульца звернена не стільки до особистої біографії чи історії, скільки до інтерпретації вічних думок, що закладені в основу біблейського міфу.
Галицькі реалії, власне, дрогобицькі вулиці, магазини, гімназія, театр були для письменника постійним джерелом мистецького натхнення, як Вітебськ для Марка Шагала чи Дублін для Джеймса Джойса. Створений творчою уявою Бруно Шульца міфологічний образ Міста — символічний простір, якому притаманні універсальні риси знову ж таки витвореного Шульцем Всесвіту, має конкретні риси все того ж Дрогобича.

### Стислий життєпис
- 1892, 12 липня — народився у Дрогобичі. Був наймолодшим із дітей Якуба Шульца, який походив із Судової Вишні, власника крамниці з тканинами у Дрогобичі на пл. Ринок, 10, і Гендель-Генрієтти з дому Кухмаркер, яка походила з родини дрогобицьких торговців лісом і власників тартака. У родині Шульців було ще двоє дітей — Ізидор та Ганя.
- 1910 року отримав атестат із найкращими оцінками і приміткою: «Рекомендувати до навчання в університеті». За порадою родини, здає вступні іспити не на малярство, а на будівельний відділ Львівської політехніки. У зв'язку з хворобою батька була ліквідована крамниця, і родина переселилась у дім сестри Шульца Гані Гофманової по вул. Беднарській.
- 1915 року родинний будинок Шульців на пл. Ринок, 10 був спалений росіянами під час воєнних дій у Дрогобичі.
  - 23 червня — у віці 69 років помирає батько Шульца, Якуб.
- 1918 року приєднується до групи Kalleia, створеної молодими шанувальниками мистецтва з осередку єврейської інтелігенції Дрогобича. У цей час інтенсивно займається самоосвітою, багато читає і малює.
- 1920 року розпочинає працю над «Ідолопоклонною Книгою» (Xiega balwochwalcza).
- 1922, березень — бере участь у колективній виставці у варшавській Zachecie.
  - Червень — участь у колективній виставці Товариства приятелів красних мистецтв (Towarzystwo Przyjaciół Sztuk Pięknych, TPSP) у Львові.
- 1923 року виїжджає до Варшави. За посередництвом п. Кейлін, з якою познайомився у Кудові, виконує там ряд портретів на замовлення. Кілька його робіт показано на «Виставці праць єврейських художників» у Вільні.
- 1928, літо — у Трускавці експонується виставка рисунку, графіки та олійних робіт Шульца. Його звинувачують у порнографії і вимагають закриття виставки.
- 1929 року Бруно Шульца у Дрогобичі називають одним із найвідоміших мешканців міста[4].
- 1930, травень — виставляє свої роботи в одному із залів Львівського Салону, також виставляється у Кракові на виставці єврейських художників. Під час відпочинку у Закопаному знайомиться з Деборою Фоґель — єврейсько-польською письменницею, перекладачкою, істориком мистецтва.
- 1931 року у краківському TPSP відбувається показ праць Шульца, Ганни Кжетуської, Станіслава Подгурского.
- 1933, грудень — дебютує у Wiadomosciach Literackich оповіданням «Птахи», у той самий час видавництво «Rój» публікує «Цинамонові крамниці».
- 1934 року у пресі друкуються його оповідання «Друга осінь», «Липнева ніч», «Геніальна епоха».
- 1935 Публікація в часописах оповідань: «Книга», «Додо», «Едзьо», «Санаторій під Клепсидрою» та ін.
- 1937 року у видавництві «Rój» виходить «Санаторій під Клепсидрами».
- 1938, листопад — отримує Золотий Лавр Польської Академії Літератури.
- 1939 Остання публікація за життя Шульца — стаття «Зоф'я Налковська на тлі своєї нової повісті» («Skamander», 108—110). В анкеті Wiadomosci Literackich — «В майстернях польських письменників і вчених» Шульц пише про підготовану ним нову книжку, що складалась з 4 довгих оповідань.
  - 11 вересня німецькі війська зайняли Дрогобич. Перші страти євреїв.
  - 17 вересня війська Червоної Армії ввійшли до Польщі.
  - 24 вересня німці залишають Дрогобич, його займають радянські війська. Шульц продовжує працювати вчителем у школі.
- 1940, вересень — на замовлення влади Шульц малює олійну картину «Визволення Західної України». Малює в жовто-синіх кольорах, за що був арештований і пройшов допит в НКВС як український націоналіст.
- 1941, 22 червня — напад Німеччини на СРСР.
  - 1 липня німецькі війська повертаються до Дрогобича. Школи закриваються, Шульц втрачає роботу. Початок німецьких репресій проти євреїв. Шульц потрапляє під опіку Фелікса Ландау, який залучає його до малярських робіт — виконує стінопис у дитячій кімнаті на віллі, де мешкав Ландау, і в казино гестапо.
  - 27 листопада страчено багато євреїв у Бориславі, серед них Анна Плоцкер та її наречений, що стає страшним ударом для Шульца.
  - Переселення євреїв до гетто, Шульц із родиною переселені до одноповерхового бараку по вул. Столярській, 18.
- 1942 року Шульц хоче переховати свої рукописи та рисунки, для цього формує їх у кілька тек і передає особам поза гетто. Хворий, виснажений, голодний, знаходиться у глибокій депресії.
  - Друзі з Варшави допомогли йому виробити фальшиві арійські документи, готується його втеча з Дрогобича.
  - 19 листопада — забезпечений фальшивими документами та грошима, вирішує тікати з Дрогобича. По дорозі до юденрату, куди йшов по хліб, потрапляє під «дику акцію» місцевого гестапо проти євреїв. Гине на вулиці від кулі Карла Ґюнтера — гестапівця, противника Ландау.

## Творчість
Більшість Шульцевих художніх робіт та рукописів втрачена, втрачене навіть місце, де був похований. Найбільша збірка рукописів, рисунків, графік та листів Бруно Шульца зберігається у Варшавському музеї Літератури ім. А. Міцкевича, декілька рисунків є у Львівській галереї мистецтв. Музей «Дрогобиччина» має на збереженні кілька реставрованих фресок з вілли Ландау. У фондах відділу мистецтв Львівської наукової бібліотеки ім. В. Стефаника НАН України нещодавно була виявлена одна з графік Шульца, яка вважалась втраченою.

### Графіка
У своїх графіках внутрішньо він, можливо, найбільш близько стоїть до «Капрічос» Гойї. Сон розуму, вивільнена підсвідомість, розмиті рамки між уявою та реальністю — характерні ознаки, притаманні художній творчості Шульца, присутні й в роботах його сучасника Станіслава Іґнація Віткевича та цілого ряду художників експресіоністичного напрямку — Еґона Шіле, Альфреда Кубіна. Сам Віткаци бачить приналежність Шульца як графіка до демонологів. І справа тут не в демонічних персонажах, а в тому темному тлі, яке ховається на самому дні людської душі, і крізь яке, лише завдяки значним зусиллям волі і роботі самої душі, проростають інші, гуманістичні почуття. Найвідоміший цикл його рисунків — «Ідолопоклонна книга» — викликав у свій час різну реакцію: від визнання Шульца як талановитого художника до звинувачень у порнографії. Частина рисунків виконана олівцем, а частина важкою і рідковживаною технікою «cliche-verre» (продряпування на засвіченому фотопапері).

### «Шульцґейт»
Під час німецької окупації «покровителем» Шульца виступив гауптшарфюрер СС Фелікс Ландау, ключова постать у справі знищення галицьких євреїв. Ландау «запропонував» Шульцові розписати кімнату для своїх малолітніх дочки й сина. Бруно прикрасив стіни дитячої казковими персонажами: принцесою, лицарем на коні, гномиками, каретою з візником… На початку листопада 1942 р. всіх євреїв Дрогобича переселяють до ґетто. Шульц вирішує тікати, з ініціативи Зофії Налковської він отримує гроші та фальшиві документи. 19 листопада 1942 р. маючи потрібні документи Бруно Шульц мав тікати. Того самого дня, пізніше названого «чорним четвергом», в ґетто виникла стрілянина, в ході якої Бруно Шульц був убитий двома пострілами в голову шарфюрером СС Карлом Ґюнтером. Місце поховання невідоме.
Майже 60 років ці розписи залишалися легендою. І ось наприкінці першої декади лютого 2002 року в одному з приватних помешкань Дрогобича німецькі кінодокументалісти на чолі з Беньяміном Гайслером знайшли «казкову кімнату» «вілли Ландау». А на початку 3-ї декади травня понад половину цих зображень було демонтовано і нелегально вивезено за межі України представниками єрусалимського Інституту Голокосту «Яд Вашем».  [Архівовано 20 квітня 2014 у Wayback Machine.] Емісар «Яд Вашем» Марк Шраберман, який вивіз фрески, раніше мав проблеми з українською митницею. Його вже затримували при спробі вивозу з України історико-культурних експонатів. Згідно з українським законодавством, розписи є власністю держави, навіть коли господарі є власниками приватизованої квартири.
Після довгих перемовин між Ізраїлем та Україною, координованих Президентом В. Ющенком, в Єрусалимі віце-прем'єр-міністром Іваном Васюником був підписаний протокол, згідно з яким меморіальній комплекс «Яд-Вашем» отримав право користування розписами протягом 20 років (три фрески передані музею «Яд-Вашем», інші п'ять — перебувають в Україні в музеї «Дрогобичинна» після реставрації).

## Критика
Творчість Бруно Шульца захоплює біографів і дослідників, але художній світогляд автора ще не знайшов ані наслідувачів, ані продовжувачів. Згадки про Б. Шульца виражені переважно в алюзіях, стилістичних ремінесенціях, проте немає послідовників його творчості, які б наслідували шульцівські філософію, у творчості яких у центрі була б і його естетика.
Серед найновіших напрямків вивчення творчості Б. Шульца є дослідження літературних втілень Б. Шульца у творчості польських та українських, а також іспанських, німецьких та навіть нідерландських письменників. Іншим напрямком є спроби інтерпретації шульцівського тексту та спроби прочитань Бруно Шульца. Складність сприйняття прози Шульца залежить від здатності людини відчувати слово і образ, від культури і освіченості.
Вивченням творчості і життя Б. Шульца займалися вчені та критики з різних країн. Так, наприклад, про поетику і філософію мистецтва Бруно Шульца порівняно з іншими письменниками написано досить мало. Його творчість досліджували польські критики-сучасники: С. Віткевич, В. Гомбрович, З. Налковська, а пізніше А. Сандауер, Є. Фіцовський та ін. Сьогодні творчістю Б. Шульца займаються такі українські дослідники, як В. Меньок, Д. Дроздовський, статті та нариси про його творчість і життя пишуть Ю. Андрухович, А. Павлишин, А. Бондар. Серед польських дослідників варто відзначити Є. Яжембського, В. Панаса, Я. Гондовича, Є. Курилюка, М. Кітовську-Лисяк. Окрім українських та польських дослідників, варто пригадати американських вчених Ф. Рота та Дж. Апдайка. Найважливішою і найбільшою працею про творчість і життя Б. Шульца є монографія польського дослідника Єжи Фіцовського «Регіони великої єресі» (1967), яку на українську мову переклав А. Павлишин.
Проза Б. Шульца була перекладена різними мовами, зокрема, англійською, німецькою, іспанською, китайською, португальською, українською та російською. На українську мову прозу Б. Шульца перекладали М. Яковин, І. Гнатюк, А. Шкраб'юк, Т. Возняк. Новіші переклади виконали В. Меньок, А. Павлишин та Ю. Андрухович, який вперше переклав українською оповідання «Осінь», «Республіка мрій», «Комета» та «Вітчизна».
За життя Бруно Шульца його творчістю захоплювався польський літературний авангард, його цінувала «ліва» інтелігенція, у тому числі Карол Курилюк, до чийого львівського культурного журналу «Сигнали» (1934—1939) він дописував. Творчість Б. Шульца оцінюють дуже високо, і критики прирівнюють творчість польського письменника-модерніста до творчості чеського модерніста Франца Кафки. Хоча порівняно з Кафкою, Б. Шульц не такий відомий та менше досліджений. Сьогодні творчість Бруно Шульца є не лише об'єктом наукової, але й мистецької рецепції, численних адаптацій та алюзій, а він сам є персонажем світової літератури. Б. Шульц став літературним персонажем у романі «Дивись гасло: любов» ізраїльського письменника Давида Ґросмана, у романі «Месія зі Стокгольма» американської письменниці Синтії Озік і в багатьох інших.

### Вшанування пам'яті
Важливою подією, яка пов'язана з постаттю і творчістю Б. Шульца, є Міжнародний фестиваль Бруно Шульца у Дрогобичі, який Ігор та Віра Меньок вперше організували 2004 року. Кожні два роки на фестивалі відбуваються літературні зустрічі, конференції, семінари, виставки, присвячені життю і творчості Б. Шульца та іншим польським письменникам-авангардистам. Завдяки ініціативі Ігоря та Віри Меньок було створено Музей Бруно Шульца в Дрогобичі та встановлено пам'ятну табличку на розі вулиць, де загинув видатний письменник. Окрім цього, вшанування пам'яті Б. Шульца відбувається не лише в Україні, у рідному місті письменника, а й в польських містах Любліні та Вроцлаві. У 2012 році відбувся фестиваль «After Schulz» у Чикаго, США.
2022 рік у Польщі офіційно був роком Бруно Шульца. 
У місті Дрогобич є вулиця Бруно Шульца.

## Публікація творів українською
- Шульц Б. (1892—1942). Склепи цинамонові = Sklepy cynamonowe: оповідання / Бруно Шульц ; [пер. з пол.: Л. Скоп, Т. Думан ; іл. Л. Скопа] ; Музей «Дрогобиччина», Творче об-ня «Кактус». — Дрогобич (Львів. обл.): Коло, 2012. — 62, [1] с. : іл. ; 14 см. — Текст парал. укр., пол. — 1 000 пр. — ISBN 978-617-642-016-3
- Бруно Шульц Цинамонові крамниці та всі інші оповідання в перекладі Юрія Андруховича (пер. з пол.: Юрій Андрухович); А-БА-БА-ГА-ЛА-МА-ГА, К. 2017—384 с. — ISBN 978-617-585-034-3